# The Edge of Destruction
The Edge of Destruction (també conegut com a Inside the Spaceship) és el tercer serial de la sèrie de televisió britànica de ciència-ficció Doctor Who. Va ser escrit per David Whitaker i es va emetre per primera vegada a la BBC TV en dues parts setmanals el 8 de febrer i el 15 de febrer de 1964. El primer episodi va ser dirigit per Richard Martin, mentre que Frank Cox va dirigir el segon. A la història, el Doctor (William Hartnell), la seva néta Susan (Carole Ann Ford) i els seus professors Ian Chesterton (William Russell) i Barbara Wright (Jacqueline Hill) es troben a la màquina del temps i l'espai del Doctor, la TARDIS quan sembla ser presa per una força externa. Els viatgers comencen a actuar de manera estranya i es tornen els uns contra els altres.
El serial es va encarregar com a "farciment", per si l'espectacle no es renovava més enllà de les 13 setmanes aprovades. Whitaker va escriure els guions en dos dies, basant-se en una idea que havia desenvolupat durant les setmanes de formació del programa; va intentar explorar amb més profunditat els personatges, així com les facetes del TARDIS. El director original de la sèrie, Paddy Russell, va abandonar el projecte per altres compromisos. El serial es va estrenar amb deu milions d'espectadors, mantenint les xifres de la història anterior, i va rebre respostes generalment positives. La Junta del Programa de la BBC va expressar la seva preocupació sobre una escena en què Susan utilitza les tisores com a arma, assenyalant que violava el codi. La sèrie va rebre adaptacions impreses, així com publicacions per a vídeo.

## Trama
El Primer Doctor (William Hartnell), mentre intenta corregir els circuits de navegació defectuosos del TARDIS, provoca una petita explosió. El Doctor, Barbara Wright (Jacqueline Hill), Ian Chesterton (William Russell) i Susan Foreman (Carole Ann Ford) queden temporalment inconscients. Quan es desperten, l'Ian i la Susan semblen tenir casos lleus d'amnèsia i tothom comença a actuar de manera estranya. Els viatgers estan començant a sospitar dels motius dels altres, i el Doctor acusa en Ian i la Barbara de sabotatge. Tement que hagin estat apoderats per alguna força alienígena —o que hagin sabotejat intencionadament el TARDIS per obligar el Doctor a tornar-los al 1963— droga la Barbara i l'Ian, sense saber que l'Ian també sospita i no ha pres la beguda que li han donat ell. El Doctor intenta explorar el problema sense interferències.
A poc a poc es fa evident que els estranys esdeveniments són un intent del mateix TARDIS d'advertir a la tripulació que alguna cosa va malament. La recollida de pistes de la Barbara obliga al Doctor a rastrejar el problema fins a una molla trencada a l'interruptor de retorn ràpid. El mal funcionament està fent que el TARDIS torni al principi del temps; els estranys esdeveniments van ser només intents del TARDIS per avisar els passatgers abans que la nau fos destruïda. En arreglar l'interruptor torna tot a la normalitat. Encara que el dia s'ha salvat, la Barbara encara es veu afectada per les dures paraules anteriors del Doctor. El Doctor admet que s'equivocava amb la Barbara i l'Ian. La història es tanca amb el TARDIS materialitzant-se en un paisatge nevat, on la Susan veu una petjada gegant a la neu.

## Producció

### Concepció i escriptura
El 16 d'octubre de 1963, el controlador de programes de BBC TV, Donald Baverstock, va indicar que Doctor Who només estava confirmació com un programa de 13 capítols en aquell moment, a causa de la informació pressupostària. Ja hi havia diversos serials prevists en aquest punt, a saber, el Doctor Who and the Tribe of Gum de quatre parts (més tard An Unearthly Child), seguit de The Mutants (més tard The Daleks), i el de set parts A Journey to Cathay (després Marco Polo); com a resultat, es va requerir un nou serial de dos capítols "de farciment", per si el programa no es renovava més enllà. L'1 de novembre, la sèrie va ser assignada a l'editor de la història David Whitaker per escriure, i Paddy Russell per dirigir. Com que la sèrie no tenia pressupost i recursos mínims, Whitaker va aprofitar l'oportunitat per desenvolupar una idea concebuda durant les setmanes de formació del programa: una història basada en personatges que explora les facetes del TARDIS.
Whitaker va escriure el guió en dos dies, descrivint el procés com "una mica un malson". Va aprofitar les influències de les històries de fantasmes i les cases encantades, i la productora Verity Lambert va sentir que la història captava l'atenció del públic a causa del conflicte entre els personatges. Per evitar complicacions amb el Sindicat de Guionistes, Whitaker només va rebre un crèdit d'escriptura pel serial, ometent el seu crèdit habitual d'editor de històries. Quan el rodatge del serial es va ajornar una setmana a causa de problemes amb el serial anterior, Russell va abandonar el projecte a causa d'altres compromisos, substituït temporalment pel productor associat Mervyn Pinfield; el director junior Richard Martin va rebre més tard el paper. Frank Cox va dirigir el segon episodi, ja que Martin no estava disponible. Raymond Cusick va dissenyar les habitacions addicionals del TARDIS. Brian Hodgson, del BBC Radiophonic Workshop, va dissenyar els sons de la sèrie, mentre que la música va ser seleccionada d'una sèrie de mostres de música d'humor dels discos de la biblioteca, a causa de les limitacions pressupostàries.

### Rodatge
Els assajos del primer episodi van començar el 13 de gener de 1964, i es va gravar el 17 de gener a Lime Grove Studios, Studio D. William Hartnell es va queixar inicialment del guió a causa del nombre de línies, mentre que Carole Ann Ford es va mostrar escèptica que els personatges apareguessin bojos sense raó; per contra, Jacqueline Hill i William Russell van apreciar l'oportunitat d'explorar els seus personatges amb més profunditat. Els assajos del segon episodi van tenir lloc del 20 al 23 de gener, i la gravació va tenir lloc el 24 de gener. La sèrie va costar un total de 1.480 £, molt menys que les 2.500 £ concedides per a cada episodi. L'etiqueta Fast Return Switch de la consola TARDIS sembla estar escrita amb un retolador; Cusick va suposar que havia estat escrit durant els assajos com a guia, mentre que Lambert va suposar que podia haver estat escrit perquè Hartnell pogués trobar l'interruptor, i tots dos van estar d'acord que probablement no es pretenia que es veiés mai. Ford va dir que ella i Hartnell van etiquetar els controls al tauler de control TARDIS durant l'assaig i van suposar que s'esborrarien abans de la producció.

## Recepció

### Emissió i classificacions
| Episodi | Títol                     | Durada | Data d'emissió original | Espectadors RU (milions) | Índex d'apreciació |
| ------- | ------------------------- | ------ | ----------------------- | ------------------------ | ------------------ |
| 1       | «The Edge of Destruction» | 25:04  | 8 de febrer de 1964     | 10.4                     | 61                 |
| 2       | «The Brink of Disaster»   | 22:11  | 15 de febrer de 1964    | 9.9                      | 60                 |

El primer episodi es va emetre a BBC TV el 8 de febrer de 1964 i va ser vist per 10,4 milions d'espectadors, conservant les altes xifres de visualització de l'episodi anterior. L'emissió del segon episodi el 15 de febrer va rebre una puntuació lleugerament inferior, amb 9,9 milions d'espectadors. Els dos episodis van rebre un índex d'apreciació de 61 i 60, cosa que indica una resposta positiva del públic.

### Resposta crítica
En una reunió de la Junta de Revisió de Programes de la BBC el febrer de 1964, el controlador dels programes de televisió Stuart Hood va considerar que les seqüències de la sèrie en què Susan utilitza les tisores com a arma "es desvien del codi de violència als programes"; Lambert es va disculpar per les escenes. A The Discontinuity Guide (1995), Paul Cornell, Martin Day i Keith Topping van escriure que la història "aconsegueix concretar les figures centrals a costa de la trama". A The Television Companion (1998), David J. Howe i Stephen James Walker van considerar que el segon episodi era superior al primer i, assenyalant els orígens del serial com un "ompliment", van assenyalar que "funciona notablement bé". A A Critical History of Doctor Who (1999), John Kenneth Muir va elogiar l'exploració de la sèrie de les relacions dels seus personatges, un element que el programa finalment perdria després de la marxa de Russell i Hill. En una revisió de 2008, Patrick Mulkern de Radio Times va descriure Whitaker com "un mestre del diàleg, la caracterització i l'atmosfera", però sentia que lluitava amb la lògica de la trama, com ho demostra l'explicació de l'interruptor de retorn ràpid. Malgrat això, va afirmar que el final tenia "encant" ja que els viatgers de TARDIS van començar a fer-se amics. John Sinnott, de DVD Talk, va considerar que The Edge of Destruction era el més fluix dels tres primers serials del programa, i va escriure que va tenir "alguns bons moments" però "en general, no s'acobla tan bé" com les dues històries anteriors; ha comentat que s'ha sentit "pressat" i la resolució ha estat una "cop-out" (una mala escusa). El serial va ser recomanat per Charlie Jane Anders d'io9 com un exemple de la sèrie clàssica perquè els nous espectadors la vegin, descrivint-la com "un èxit ràpid... i encara tan intens com va ser".

## Estrenes comercials

### Novelització
Una novel·lització d'aquesta sèrie, escrita per Nigel Robinson, es va publicar en tapa dura el maig de 1988, amb una pintura de portada d' Alister Pearson; l'edició de butxaca va ser publicada per Target Books el 20 d'octubre de 1988. Com que Whitaker va morir abans de novel·lar els seus guions, Robinson va ampliar considerablement el serial per al llibre. Una lectura d'audiollibre de la novel·lització, narrada per William Russell, va ser publicada per BBC Audiobooks en CD el 31 d'agost de 2010.

### Mitjans domèstics
Un extracte del segon episodi, doblat en àrab, es va incloure al llançament de VHS Doctor Who: The Hartnell Years el juny de 1991. La història completa es va publicar per primera vegada en VHS el maig de 2000, juntament amb l'episodi pilot d' An Unearthly Child. Per al llançament en DVD el 30 de gener de 2006, el serial es va publicar com a part de Doctor Who: The Beginning juntament amb les dues històries anteriors, amb diverses presentacions especials. Una versió d'àudio de la sèrie, amb narració d'enllaç de Ford, va ser llançada com a disc de vinil per Demon Records el 2 de maig de 2024, com a part del Record Store Day.